# Alessandro Farnese incoronato dalla Vittoria
Alessandro Farnese incoronato dalla Vittoria, altrimenti noto come Alessandro vittorioso sull'eresia oppure Apoteosi di Alessandro Farnese, è un gruppo scultoreo opera di Simone Moschino, ospitato nella Sala delle Guardie del Corpo della Reggia di Caserta. 

## Storia
Il gruppo scultoreo, che faceva originariamente parte del Salone Grande di Palazzo Farnese a Roma, venne commissionato dal cardinale Odoardo Farnese, figlio del generale Alessandro Farnese, terzo duca di Parma e nipote del re di Spagna Filippo II. Odoardo era discendente diretto di papa Paolo III e pronipote del cardinale Alessandro Farnese il giovane. 
Il padre Alessandro fu uno dei protagonisti più importanti della seconda fase della Guerra degli ottant'anni nei Paesi Bassi, dove fu comandante dell'Armata delle Fiandre a servizio della Spagna, delle Guerre di religione in Francia, dove durante l'Assedio di Parigi del 1590 sconfisse Enrico di Navarra, il futuro Enrico IV di Francia, e della Battaglia di Lepanto.
Il 20 aprile 1592 liberò Rouen dall'assedio di Enrico di Navarra ma fu ferito ad una mano, eventualità che minò ancora di più la sua salute già precaria: nella notte tra il 2 e il 3 dicembre, nel monastero di San Waast, morì.

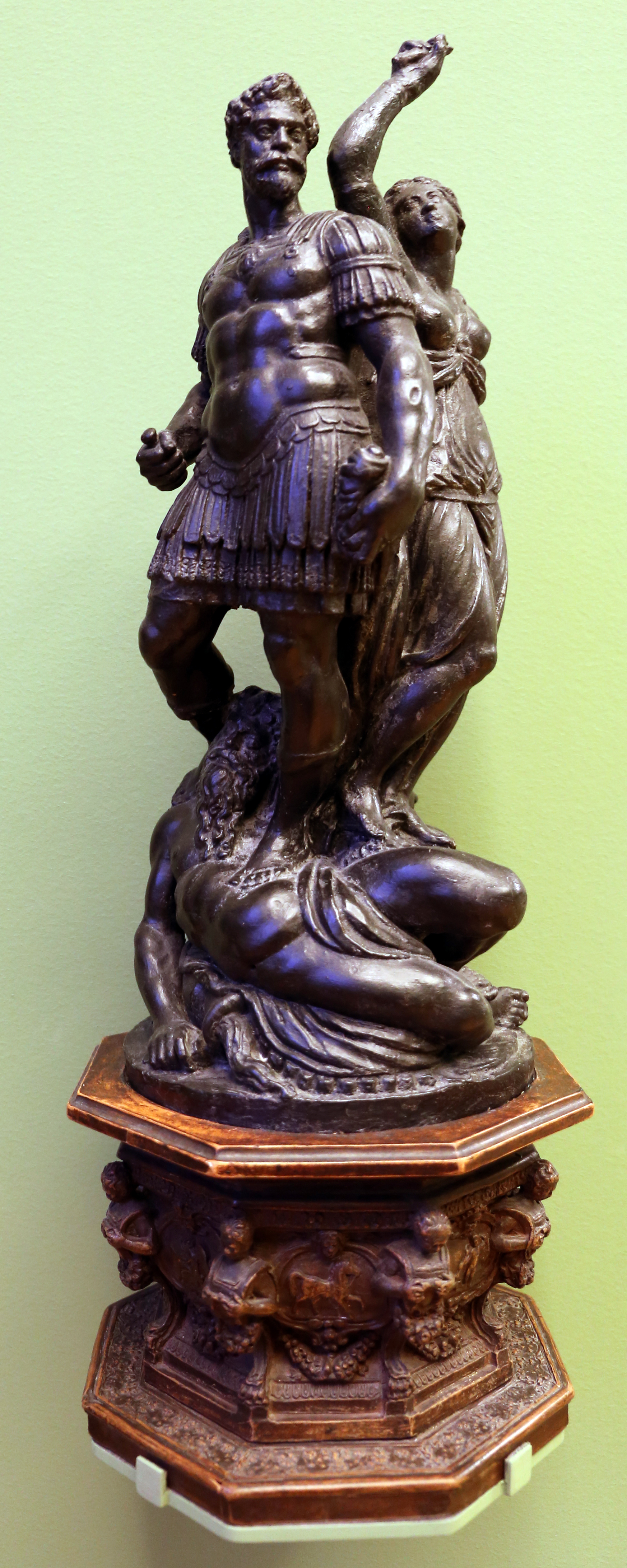
Riproduzione del Moschino, Bode Museum, Berlino

La sua salma ricevette funerali solenni ad Anversa e poi fu trasferita a Parma in breve tempo. Un anno dopo, mentre il primogenito Ranuccio aveva ereditato le redini del Ducato di Parma, il secondogenito Odoardo, da poco elevato al cardinalato, volle dare forma alla sua devozione verso il ricordo del padre e della madre, Maria d'Aviz, commissionando, tra le varie cose, il Camerino Farnese.

## Descrizione
Simone Moschino era proveniente da una famiglia di artisti da diverse generazioni a servizio dei Farnese: suo padre era Francesco Mosca e suo nonno Simone Mosca, da cui viene spesso confuso.  Nell'inventario del Palazzo di famiglia a Roma, la statua risulta ubicata nel Salone Grande, divenendo parte della Collezione Farnese e, quando l'ultima erede del ramo principale della casata Elisabetta Farnese divenne regina di Spagna, andando in sposa a Filippo V di Borbone e divenendo madre di Carlo III di Spagna, re di Napoli dal 1734 al 1759 e padre di Ferdinando IV, il gruppo scultoreo venne nuovamente ospitato alla Reggia dei Borbone di Napoli, a Caserta, nel 1789.

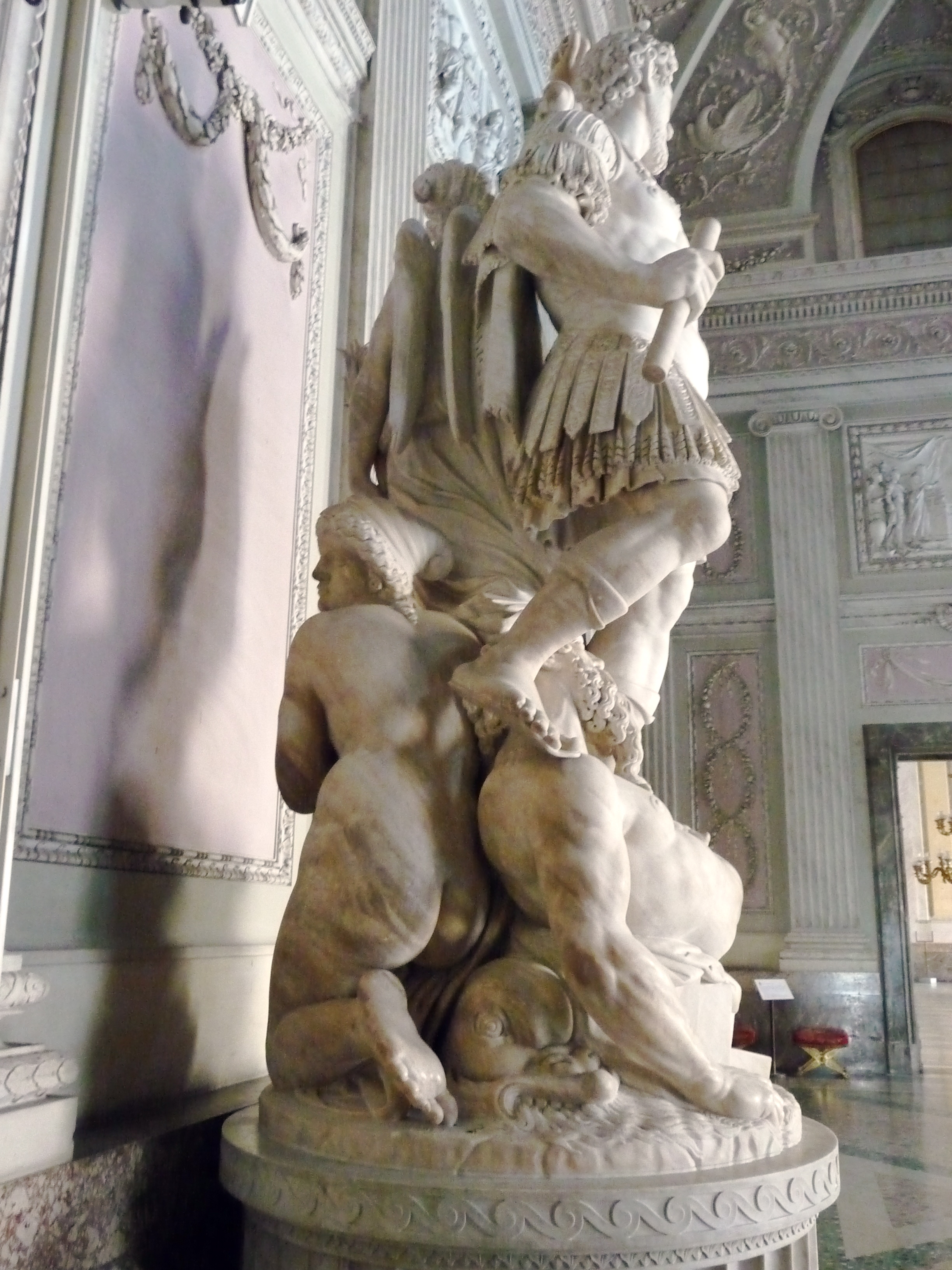
Parte anteriore della statua, con il giovane nudo col cappello frigio.

Alessandro Farnese, nelle vesti di un antico condottiero romano, viene incoronato dalla Vittoria mentre calpesta la figura di un uomo, rappresentato con la barba incolta e il corpo nudo per sottolinearne il carattere selvaggio, figura allegorica dell'eresia, quella protestante e calvinista, dei Paesi dove il compianto padre di Odoardo Farnese lottò e perse la vita. Alle spalle dell'uomo anziano vi è un altro più giovane, sempre nudo e con cappello frigio, presumibilmente anch'esso un riferimento geografico. Quest'ultimo personaggio e la dea alata Vittoria sono praticamente nascosti dalle figure di Alessandro Farnese e dell'uomo selvaggio: per osservarle entrambe bisogna ruotare attorno al lato destro e sinistro della scultura.           

## Biografia
- Catherine Loisel, L'Idea del bello, viaggio per Roma nel Seicento con Giovan Pietro Bellori. Catalogo della mostra Roma 2002 (due volumi), Roma, 2002.
- Lucia Bellofatto, Giovanna Petrenga, Anna Maria Romano, La Reggia di Caserta, 1999, Editore Skira, ISBN 978-8881186266
- Bruno Adorni, L'architettura a Parma sotto i primi Farnese, 1545-1630, 2008, Diabasis, ISBN 978-8881032112
- Alessandro Pietromarchi, Antonello Pietromarchi, Alessandro Farnese, l'eroe italiano delle Fiandre, 1998, Editore Gangemi, ISBN 978-8874488520